# Péchabou
Péchabou là một xã thuộc tỉnh Haute-Garonne trong vùng Occitanie ở tây nam nước Pháp.